# Universitat d'Aarhus

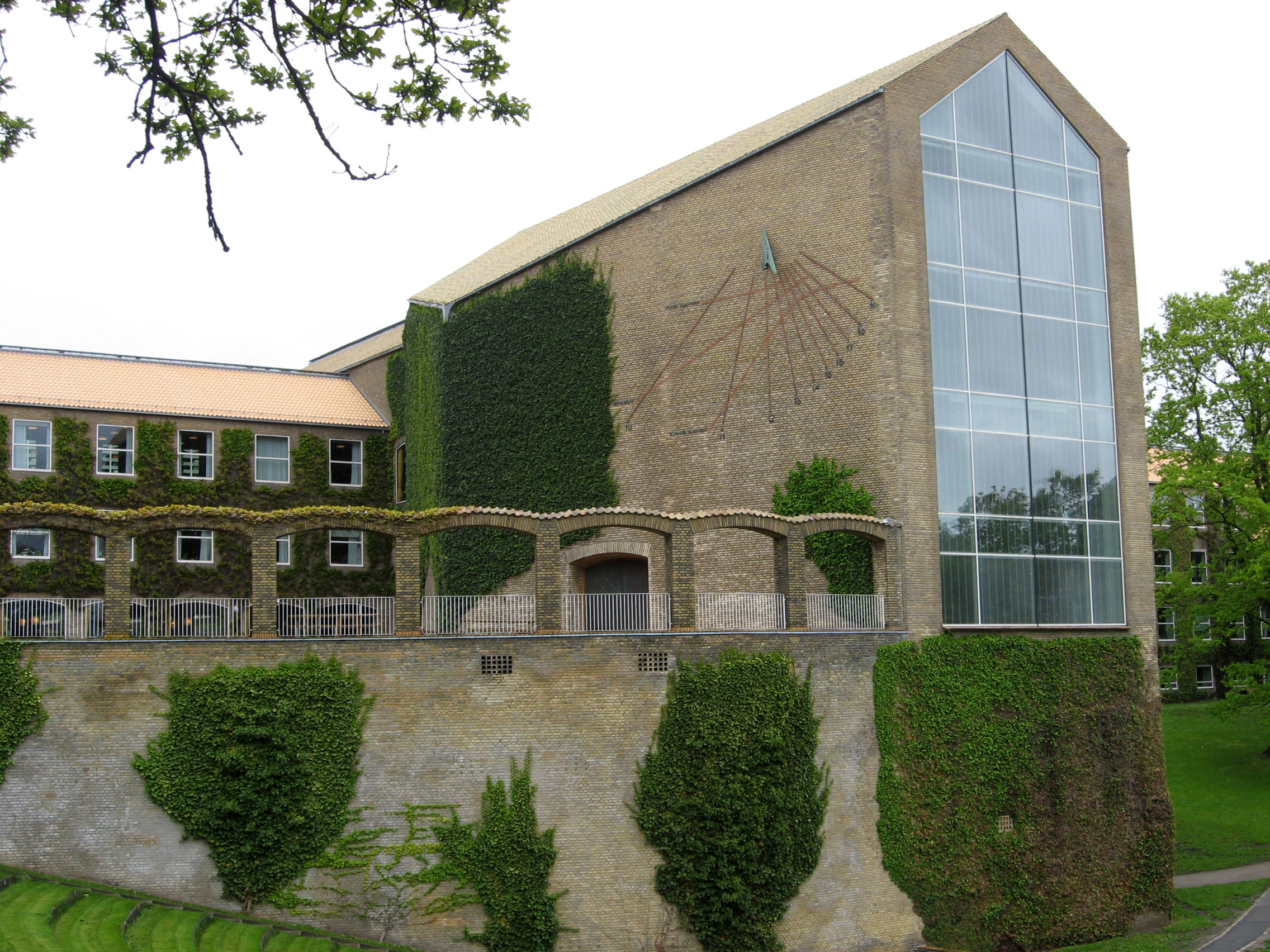
Edifici principal: vista posterior.

La Universitat d'Aarhus és la segona universitat més gran i la segona més vella de Dinamarca.
En l'actualitat la universitat compta amb 38000 estudiants i més d'11000 treballadors. La universitat compta amb un pressupost de 5,6 milions de corones cada any.

## Història
Va ser inaugurada el 1928 com a iniciativa privada, sota el nom de Universitetsundervisningen i Jylland (La Formació Universitària de Jutlàndia). En la seua inauguració, l'11 de setembre de 1928, va començar amb 78 estudiants. El 1934 va obtenir, la facultat d'humanitats, l'oficialitat i el suport de l'estat, a més del dret a fer exàmens. Fins aquell any, els estudiants havien de viatjar a Copenhague per tal de finalitzar els estudis. El 1936 es va obrir la facultat d'economia i jurídica. El 1942 es va obrir la facultat de teologia, i la facultat de ciències naturals fou oberta el 1954. La Universitat fou privada fins a 1970, quan que passà a ser propietat de l'estat.
Durant la guerra, tenia la Gestapo el seu quarter general en la universitat, als col·legis IV i V al carrer Langelandsgade. Com a petició del moviment de resistència, la Royal Air Force anglesa va llançar un atac aeri el 31 d'octubre de 1944. A causa de l'atac, l'edifici principal resultà greument danyat, i els dos edificis del col·legi van acabar completament destruïts. L'arquitecte C.F. Møller va ser soterrat sota les runes de l'edifici principal. Hores més tard, l'arquitecte va ser ajudat a sortir en bon estat. No tots els treballadors de la construcció van poder escapar de l'atac. A l'edifici principal es va inaugurar una placa en commemoració als 10 treballadors que van morir durant l'atac i els dos treballadors que van morir el 22 de setembre de 1941 durant els preparatius per a la construcció de l'edifici principal.
Del 1938 al 1952 la universitat va disposar del primer professor de sociologia, Theodor Geiger i el 1997 del professor Jens Christian Skou, que va rebre el Premi Nobel de Química.

## Personalitats
El 1997 va rebre un dels professors de la universitat, el dr.med Jens Christian Skou, el Premi Nobel de química pel seu treball de la Bomba de sodi i potassi. Jens Christian Skou és l'últim danès en haber rebut el premi Nobel.

## Arquitectura

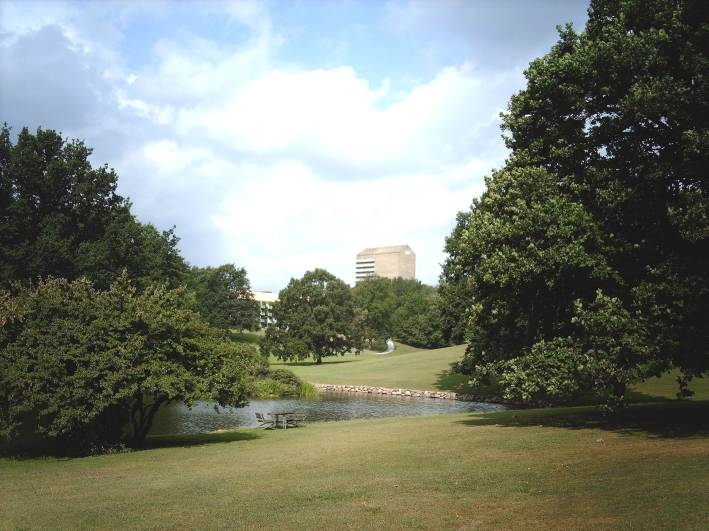
Parc de la Universitat (al fons es veu la bogtårn (torre dels llibres) de la universitat, on es troba la Statsbiblioteket)

Els edificis de la universitat són reconeguts per la seua qualitat arquitectònica, entre d'altres, amb l'enregistrament de la universitat dins el Canon de Cultura Danès de 2006 per part del Ministeri de Cultura com una de les dotze obres arquitectòniques més importants de la cultura danesa.
La disposició dels edificis fou, des del principi, planificada segons el primer premi del concurs de projectes de la universitat de 1931, dut a terme pels arquitectes Kay Fisker, C.F. Møller i Povl Stegmann juntament amb l'arquitecte de jardins C.Th. Sørensen. El primer edifici, fou dreçat el 1933, dissenyat per aquest equip. Els edificis subseqüents també es van plantejar amb el mateix estil, amb C.F. Møller com arquitecte. L'aparença obeeix, entre d'altres, al fet que la Unió de Teulers de Jutlàndia va donar suport al projecte de la universitat amb un milió de maons grocs.
L'edifici central de la universitat i rodalia formen un bonic paisatge amb colines, l'Universitetsparken, que a través dels anys s'ha expandit considerablement. Els edificis, dissenyats de manera homogènia, se situen harmònicament sobre l'accidentat parc de manera que es forma un bonic campus, reconegut internacionalment. El disseny és en tots els casos similar, bastits amb façanes de pedra groga segregats al parc de la universitat, comprenent una àrea de 246.000 m². A més a més, la universitat disposa d'una extensió d'edificis fora del parc que comprèn una àrea de 59.000 m².
Al parc de la universitat es troba també l'Steno Museet, el Naturhistorisk Museum i l'Antikmuseet. Temps abans també hi havia l'Aarhus Kunstmuseum a les àrees del voltant.

## Divisions principals

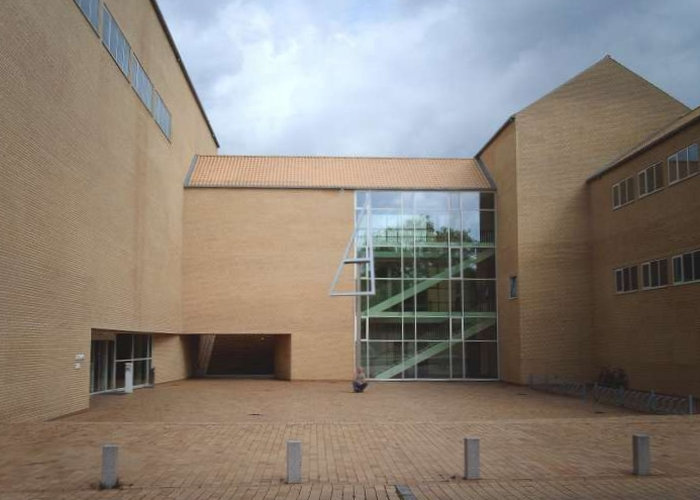
Edifici amb l'anomenat "søauditorier" (auditori del llac)

La Universitat d'Aarhus és des de l'1 de gener de 2011 dividida en quatre grans facultats o escoles principals:
- Aarhus Faculty of Science and Technology:
  - Danmarks Miljøundersøgelser
  - l'antiga Jordbrugsvidenskabelige Fakultet
  - l'antiga Naturvidenskabelige Fakultet.
- Aarhus Faculty of Arts
  - l'antiga Humanistiske Fakultet
  - l'antiga Teologiske Fakultet
  - Danmarks Pædagogiske Universitetsskole
- Aarhus School of Business and Social Sciences
  - l'antiga Samfundsvidenskabelige Fakultet
  - Handelshøjskolen.
- Aarhus Faculty of Health Sciences – és una reestructuració Det Sundhedsvidenskabeligetet.

## Localitats

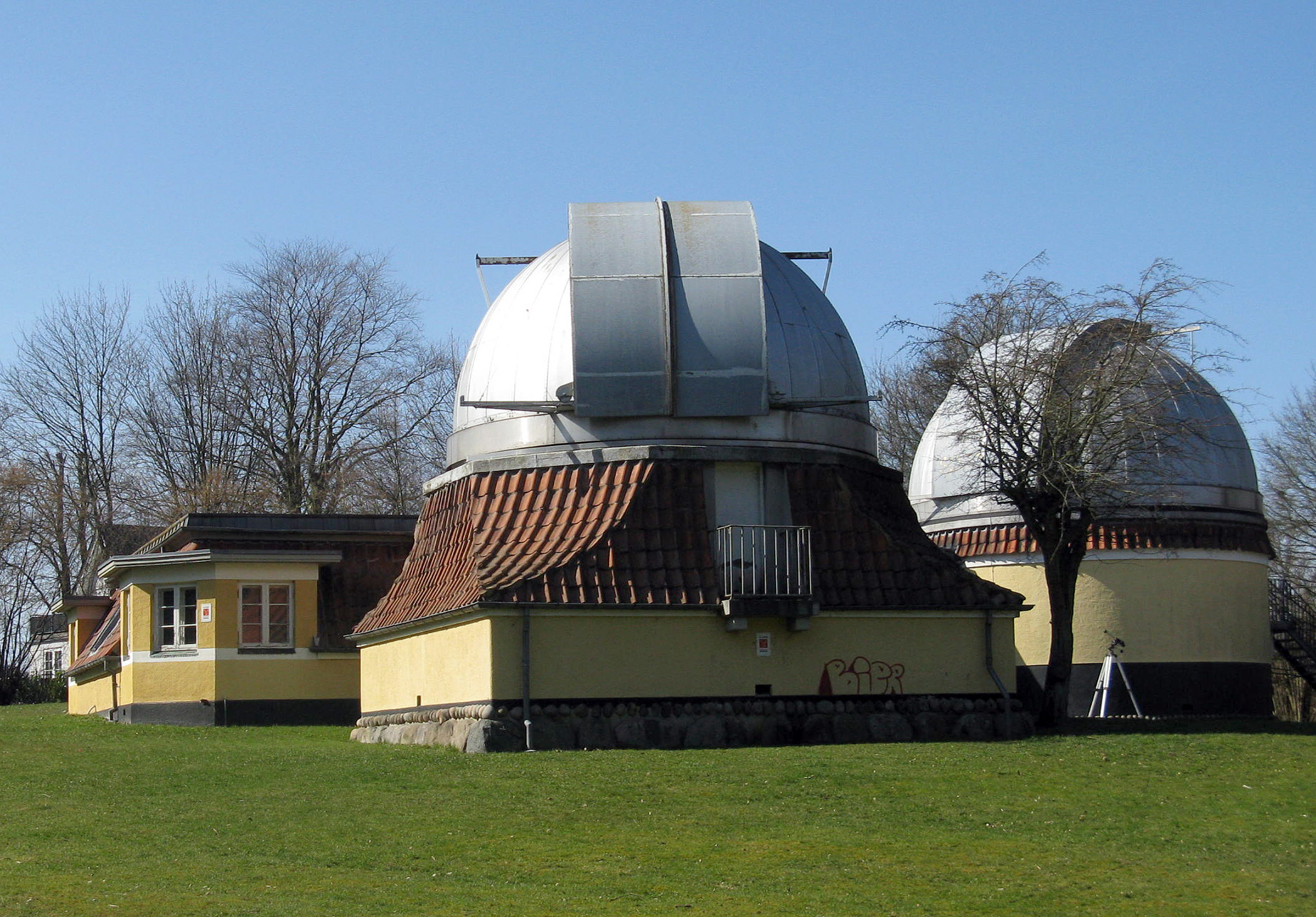
Observatori d'Ole Rømer

A la Universitat d'Aarhus compta amb moltes instal·lacions, de formació i d'investigació arreu de Dinamarca.
Centres de formació de la Universitat i centres adscrits que imparteixen formació:
- Aarhus (seu principal) – Universitat d'Aarhus, Handelshøjskolen (Escola de Comerç), Århus Universitetshospital (Hospital Universitari d'Aarhus), Århus Sygehus (Ambulatori d'Aarhus), Psykiatrisk Hospital Risskov (Hospital Psiquiàtric de Risskov), Børne- i l'Ungdomspsykiatrisk Center Risskov (Centre Psiquiàtric per a infants i joves de Risskov), Skejby Sygehus (Ambulatori de Skejby) i l'Ole Rømer Observatoriet (Observatori d'Ole Rømer).
- Herning – Escola d'Enginyeria i de Comerç.
- Copenhague – Danmarks Pædagogiske Universitetsskole (Escola Universitaria Danesa de Pedagogia).
- Aalborg – Aalborg Sygehus (Ambulatori d'Aalborg) i l'Aalborg Psykiatriske Sygehus (Residència Psiquiàtrica d'Aalborg).

Aarhus (hovedsæde) – Aarhus Universitet, Handelshøjskolen, Århus Universitetshospital, Århus Sygehus, Psykiatrisk Hospital Risskov, Børne- i l'Ungdomspsykiatrisk Center Risskov, Skejby Sygehus i l'Ole Rømer Observatoriet.
Centres d'Investigació adscrits a la Universitat:
- Askov – Askov Forsøgsstation (Estació d'experiments d'Askov).
- Flakkebjerg – Forskningscenter Flakkebjerg (Centre de recerca de Flakkebjerg).
- Foulum – Forskningscenter Foulum (Centre de recerca de Foulum).
- Herning – Handels- i l'IngeniørHøjskolen (Escola d'Enginyeria i de Comerç).
- Horsens – Forskningscenter Bygholm (Centre d'investigació de Bygholm).
- Jels – Orion Planetarium.
- Jyndevad – Jyndevad Forsøgsstation (Estació d'experiments de Jyndevad).
- Kalø – Danmarks Miljøundersøgelser
- Klim – Geologisk Feltstation Klim. (Estació de campanya geològica de Klim).
- København – Danmarks Pædagogiske Universitetsskole. (Escola Universitària Danesa de Pedagogia)
- Mønsted – Geofysisk-geologisk Feltlaboratorium Mønsted. (Laboratori Geològic-Geofísic de campanya de Mønsted). (Centre de seguiment del medi ambient de Dinamarca).
- Roskilde – Danmarks Miljøundersøgelser (Centre de seguiment del medi ambient de Dinamarca).
- Rønbjerg – Marinbiologisk Station i Rønbjerg.
- Sandbjerg – Sandbjerg Gods. Hisenda de Sandbjerg.
- Silkeborg – Danmarks Miljøundersøgelser (Centre de seguiment del medi ambient de Dinamarca).
- Aalborg – Aalborg Sygehus (Ambulatori d'Aalborg) i l'Aalborg Psykiatriske Sygehus (Residència Psiquiàtrica d'Aalborg)
- Årslev – Forskningscenter Årslev. (Centre de recerca d'Årslev)